# NoGoD
NoGoD est un groupe japonais de visual kei formé en 2005 par le chanteur Dancho. Originellement nommé Shinko Shukyo Gakudan NoGoD (新興宗教楽団NoGoD), le groupe s'appelle simplement NoGoD depuis sa signature sur le label King Records en 2010.

## Membres
- Dancho (団長?) – Chanteur
- Kyrie – guitare
- Shinno – guitare
- Karin (華凛?) – basse, screams
- K – batterie

Anciens membres
- Aki (アキ?) – guitare (2005–2007)
- Kana – basse (Parti en octobre 2005)
- Somu (想夢?) – guitare (Parti en juillet 2005)

## Discographie
Albums studio
- Mugenkyō (夢幻教?) (2008.04.09)
- Gokusaishiki (極彩色?) (2009.02.25)
- Kakera (欠片?) (2010.08.04)
- Genjitsu (現実?) (2011.08.03)
- V (?) (2013.02.06)

Mini albums
- Kanna Fukyō (神無布教?) (2006.12.06)
- Rashinban (羅針盤?) (2009.09.23)

Compilations
- Indies Best Selection 2005-2009 (2010.03.03)

### Singles
- Kimi ni Okuru Bukiyō de Migatte na Uta (君に贈る不器用で身勝手な詩?) (2005.11.12)
- Sakura / Kimi wa Tsuki o Tsukamu (櫻/君は月を掴む?) (2006.04.09)
- Akafukyō (赫布教?) (2006.07.12)
- Kurofukyō (黒布教?) (2006.08.30)
- Atria (2007.05.09)
- Ten (天?) (2007.08.08)
- Batsu (罰?) (2007.09.26)
- 「Ten」 「Bastu」 Enban (「天」「罰」円盤?) (2007.09.26)
- Saikou no Sekai / Shirasagi (最高の世界/白鷺?) (2008.02.16)
- Yume no Tsuzuki (夢の続き?) (2008.07.13)
- Midori no Kaze (碧の風-ミドリノカゼ-?) (2008.10.08)
- Ao no Daichi (碧の大地-アヲノダイチ-?) (2008.11.05)
- Mr.Heaven (2009.07.25)
- Kakusei (カクセイ?) (2010.06.09)
- Raise a Flag (2011.04.06)
- Kamikaze (神風?) (2011.07.06)
- Love? (2012.02.19)
- Stand Up! (2012.10.10)
- Shinzui -Frontier- (2013.07.24)

### DVD
- Daisakkai (大殺界?) (2006.06.20)